# جو كانازاوا
جو كانازاوا (باليابانية: 金沢 浄) (9 يوليو 1976 في إروما في اليابان – )؛ هو لاعب كرة قدم ياباني سابق كان يلعب كمدافع.

## وصلات خارجية
- جو كانازاوا على موقع رابطة كرة القدم اليابانية للمحترفين (اليابانية)
- جو كانازاوا على موقع قاعدة بيانات كرة القدم.إي يو (الإنجليزية)
- جو كانازاوا على موقع Soccerway.com (الإنجليزية)
- جو كانازاوا على موقع عالم كرة القدم.نت (الإنجليزية)
- جو كانازاوا على موقع كووورة